# Bio (calciatore)
Williams Silvio Modesto Verísimo, noto come Bio (Sao Paulo, 8 marzo 1953 – 23 febbraio 2008), è stato un calciatore brasiliano, di ruolo attaccante.